# Mark Critz
Mark Stephen Critz est un homme politique américain né le 5 janvier 1962 à Philadelphie. Membre du Parti démocrate de Pennsylvanie, il est élu à la Chambre des représentants des États-Unis de 2010 à 2013.

## Biographie
Critz est diplômé de l'université d'Indiana en Pennsylvanie en 1987. À partir de 1998, il est l'assistant parlementaire du représentant John Murtha (en). Lorsque Murtha décède en 2010, Critz se présente à sa succession à la Chambre des représentants des États-Unis. Dans le 12e district de Pennsylvanie, de plus en plus conservateur, Critz fait notamment campagne sur son opposition à l'avortement et au contrôle des armes à feu. Il est élu représentant avec 53 % des voix face au républicain Tim Burns (45 %),. Il est élu pour un mandat complet en novembre 2010, en battant à nouveau Burns avec environ 51 % des suffrages.
Critz est candidat à un deuxième mandat complet lors des élections de 2012. En raison d'un redécoupage des circonscriptions mené par une législature républicaine, il se retrouve dans un district davantage conservateur. Lors de la primaire démocrate, il bat de justesse son collègue Jason Altmire (en) (51 % contre 49 %). En novembre, il ne rassemble que 48 % des voix et est battu par le républicain Keith Rothfus. Le même jour, Mitt Romney devance de 15 points Barack Obama dans la circonscription.
Candidat au poste de lieutenant-gouverneur de Pennsylvanie en 2014, il est battu par le sénateur Mike Stack lors de la primaire démocrate.